# Eurocorps
Az Eurocorps (magyarul Euro-hadtest) az Európai Unió többnemzetiségű katonai magasabbegysége, amely akár 60 000 katonából is állhat. Főhadiszállása Strasbourgban van, létrehozásának igényét 1992-ben fogalmazták meg, de Európa védelmi képességének összehangolása és növelése az 1960-as évekre nyúlik vissza.
Hat keretnemzete van: Franciaország és Németország alapította meg. Belgium 1993-ban, Spanyolország 1994-ben, Luxemburg 1996-ban, Lengyelország pedig 2016-ban csatlakozott. A NATO-hoz hasonlóan az ENSZ-alapszerződés EU-n belüli betartására hivatott egyik katonai erő, közvetlen politikai végrehajtási jogkörökkel az Európa Tanács ruházhatja fel. 2002-től részt vesz a NATO-val közös műveletekben is.
Az alapszerződés szerint a hadtestnek:
- készen kell állnia arra, hogy végrehajtsa a humanitárius segélyküldetéseket és népesség segítségnyújtási küldetéseket természeti- vagy műszaki katasztrófákban,
- béketámogató és békefenntartó küldetésekben vesz részt, az ENSZ vagy az EBESZ keretein belül
- mechanikus hadseregként az 5. cikk értelmében a szövetségesek műveleteiben tevékenykednek, a Washingtoni Szerződés (NATO), vagy a Brüsszeli Szerződés (WEU) keretén belül.

## Szervezete
Az Eurocorps nem alárendelt másik katonai szervezetnek. Egy határozat alapján vetik be, amit az öt tagállam hoz meg, akit a Közös Bizottság képvisel. Mindegyik nemzet védelmi- és a külügyminisztere részt vesz benne. Ez a bizottság támogatásáról biztosít, kérésre multinacionális szervezeteket, mint például az ENSZ vagy az EU. A Corpsot a tagnemzetek rendelkezésének megfelelően is be tudják vetni.

## Főhadiszállás
Az Eurocorps főhadiszállás Strasbourgban van, a francia-német határ közelében, mely több európai intézmény székhelye. A főhadiszállás következő egységeket tartalmazza:
- Egy parancsnoki csoport, ami a Corps vezető katonai parancsnokaiból áll.
- Egy hozzávetőleg 350 fős adminisztrációt, mely támogatást nyújt a parancscsoportnak. A személyzet összekötő tiszteket tartalmaz Lengyelországból, Görögországból, Olaszországból és Törökországból.
- A Főhadiszállás Segéd Zászlóalj védelmet nyújt, élelmet szállít, stb. a főhadiszállásra. Ez a zászlóalj hozzávetőleg 500 katonából áll, de az lefoglaltság esetében jelentősen megerősíthetik.

Egy multinacionális Segéd Dandár Strasbourgban állomásozik. Ez a brigád különálló és alárendelt a Corps főhadiszállásnak, és további támogatást nyújt, amikor az alakulatot bevetik. A brigád egységekből jön létre, amiket a nemzetek nyújtottak.
Az angol a parancsnyelv, és minden személynek, aki az Eurocorps főhadiszállásán dolgozik, beszélnie kell.

## Francia-Német Dandár
A Francia-Német Dandár (a Multinacionális Támogató Dandárral egyetemben) az Eurocorps főhadiszállásán állandó működő parancsnokság alatt áll. A többi egység a nemzeti parancsnokságok alatt állnak; alárendeltek az Eurocorps főhadiszállásának. Ha minden egység elkötelezett a tagállamok irányába, az Eurocorps hozzávetőleg 60.000 katonából állna.

## Külső hivatkozások
- eurocorps.org – hivatalos weboldal